# جان هنري دونانت

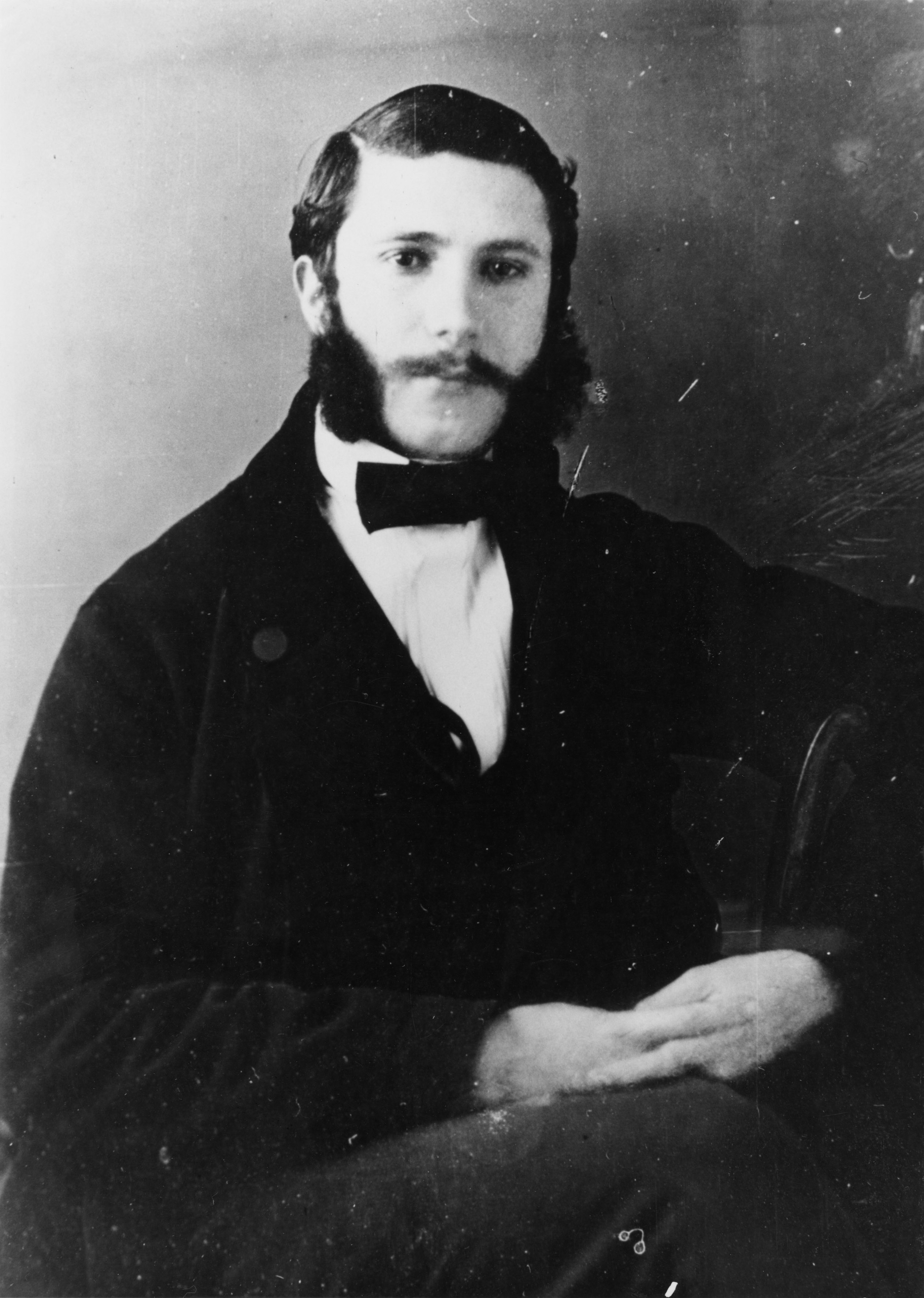
هنري دونان في عام 1855

هنري دونانت ولد في 8 مايو 1828م في جنيف وتوفي في 30 أكتوبر 1910م أول فائز بجائزة نوبل للسلام في العالم، وهو رجل أعمال سويسري وناشط اجتماعي، خلال رحلة عمل أجراها سنة 1859 إلى إيطاليا الفتية في فترة حرب سولفرينو. سجل ذكرياته وخبراته في كتاب أسماه (ذكريات سولفرينو) الذي مهد لتأسيس الصليب الأحمر عام 1863. معاهدة جنيف سنة 1864 نشأت من أفكار دونانت؛ وهو أول من حصل على جائزة نوبل للسلام مناصفة مع فريدريك باس من فرنسا سنة 1901م.

## بداية حياته وتعليمه
ولد دونانت في جنيف، سويسرا وهو الابن الأول لرجل الأعمال جان جاك دونانت وزوجته أنطونيت دونانت كولادون، عائلته متدينة بروتستانتية ولها تاثير كبير في المجتمع، والداه خاضا بشكل كبير في العمل الاجتماعي، أباه كان يهتم بالعناية بالايتام، في حين كانت أمه تهتم بعناية المرضى.
نشأ دونانت في فترة تتصف باليقظة الدينية تسمى ريفيل (Réveil)، وفي سن الثامنة عشر انضم إلى منظمة جنيف لإعطاء الصدقات. في السنة اللاحقة، قام هو وأصدقائه بتأسيس ما يسمى بجمعية الخميس (Thursday Association)، مجموعة قليلة من الشبان يجتمعون مع بعض ويدرسون الإنجيل ويساعدون الفقراء، وقضى باقي وقته في زيارة السجناء والعمل الجماعي.

## الجزائر
زار دونان الجزائر وتونس وصقلية عام 1853، في مهمة مع شركة مخصصة لـ «مستعمرات سطيف» (شركة جنيف لمستعمرات سطيف)، ورغم خبرته القليلة، أنهى المهمة بنجاح. وكتب أول كتاب له، مُلهمًا بهذه الرحلة، بعنوان «مذكرة عن إيالة تونس» (Notice sur la Régence de Tunis)، الذي نشر عام 1858.
في عام 1856، أنشأ شركة للعمل في مستعمرات أجنبية، وشركة أخرى، بعد أن منحته الجزائر التي تحتلها فرنسا امتياز الأراضي، عملت في زراعة الذرة والتجارة سُميت الشركة المالية والصناعية لمطاحن مونس-جميلة. ولكن، لم تُحدد حقوق الأرض والمياه بوضوح، ولم تكن السلطات الاستعمارية متعاونة بشكل خاص. ونتيجة لهذا، قرر دونان مناشدة الإمبراطور الفرنسي نابولون الثالث مباشرةً، الذي كان مع جيشه في لومبارديا في ذلك الوقت. وكانت فرنسا تقاتل إلى جانب بيدمونتي-سردينيا ضد النمسا التي احتلت معظم إيطاليا المعاصرة. كان مقر نابليون يقع في مدينة سولفرينو الصغيرة. كتب دونان كتاب إطراء مملوء بالثناء على نابليون الثالث بقصد تقديمه للإمبراطور، ثم سافر إلى سولفرينو للالتقاء به شخصيًا.

## معركة سولفرينو
وصل دونان إلى سولفرينو مساء يوم 24 يونيو 1859، وقعت في نفس اليوم معركة بين الجانبين في مكان قريب. بقي 23 ألف مصاب ومحتضر وقتيل في ساحة المعركة، ولم يكن هناك سوى محاولة ضئيلة لتوفير الرعاية. وتحت تأثير الصدمة، بادر دونان بنفسه بتنظيم السكان المدنيين، وخاصةً النساء والفتيات، لتقديم المساعدة إلى الجنود المصابين والمرضى. افتقروا إلى المواد والإمدادات الكافية، ونظم دونان بنفسه شراء المواد اللازمة وساعد على إقامة مستشفيات مؤقتة. وأقنع السكان بخدمة الجرحى بغض النظر عن جانبهم في الصراع وفقًا لشعار «توتّي فراتيلّي Tutti Fratelli» (الجميع إخوة) الذي صاغته نساء مدينة كاستجلوني ديلي ستيفيري القريبة. ونجح في إطلاق سراح الأطباء النمساويين الذين أسرتهم فرنسا.

## تاريخ تأسيس الصليب الأحمر
بعد عودته إلى جنيف في أوائل شهر يوليو، قرر دونان تأليف كتاب عن تجاربه، والذي عنونه بـ تذكار سولفرينو (بالفرنسية Un Souvenir de Solferino). نُشر عام 1862 في طبعة من 1600 نسخة طبعت على نفقة دونان. وصف في الكتاب المعركة وتكاليفها والظروف الفوضوية بعدها. وطور فكرة إنشاء منظمة محايدة في المستقل لتوفير الرعاية للجنود الجرحى. وزع الكتاب على العديد من الشخصيات السياسية والعسكرية البارزة في أوروبا.
بدأ دونان في السفر عبر أوروبا للترويج لأفكاره. لقي كتابه استحسانًا كبيرًا، وجعل رئيس جمعية جنيف للرعاية العامة، الحقوقي غوستاف موانييه، الكتاب واقتراحاته، موضوع اجتماع المنظمة الذي عقد في 9 فبراير 1863. نظر الأعضاء في توصيات دونان وقيموها تقييمًا إيجابيًا. وأنشأوا لجنة مؤلفة من خمسة أشخاص لتعزيز متابعة إمكانية تنفيذها وجعلوا دونان أحد الأعضاء. كان الآخرون هم موانييه، وجنرال الجيش السويسري هنري دوفور، والأطباء لويس أبيا وتيودور مونوار. يعتبر اجتماعهم الأول في 17 فبراير 1863 اليوم هو تاريخ تأسيس لجنة الصليب الأحمر الدولية.
منذ وقت مبكر، كان هناك خلافات وصراعات متزايدة بين موانييه ودونان حول رؤى وخطط كل منهما. اعتبر موانييه أن فكرة دونان لإنشاء حماية حيادية لمقدمي الرعاية غير مجدية، ونصح دونان بعدم الإصرار على هذا المفهوم. ومع ذلك، واصل دونان الدفاع عن هذا الموقف في رحلاته ومحادثاته مع الشخصيات السياسية والعسكرية رفيعة المستوى. أدى هذا إلى تفاقم الصراع الشخصي بين موانييه، الذي اتبع نهجًا عمليًا نوعًا ما للمشروع، ودونان، الذي كان المثالي بين الخمسة.

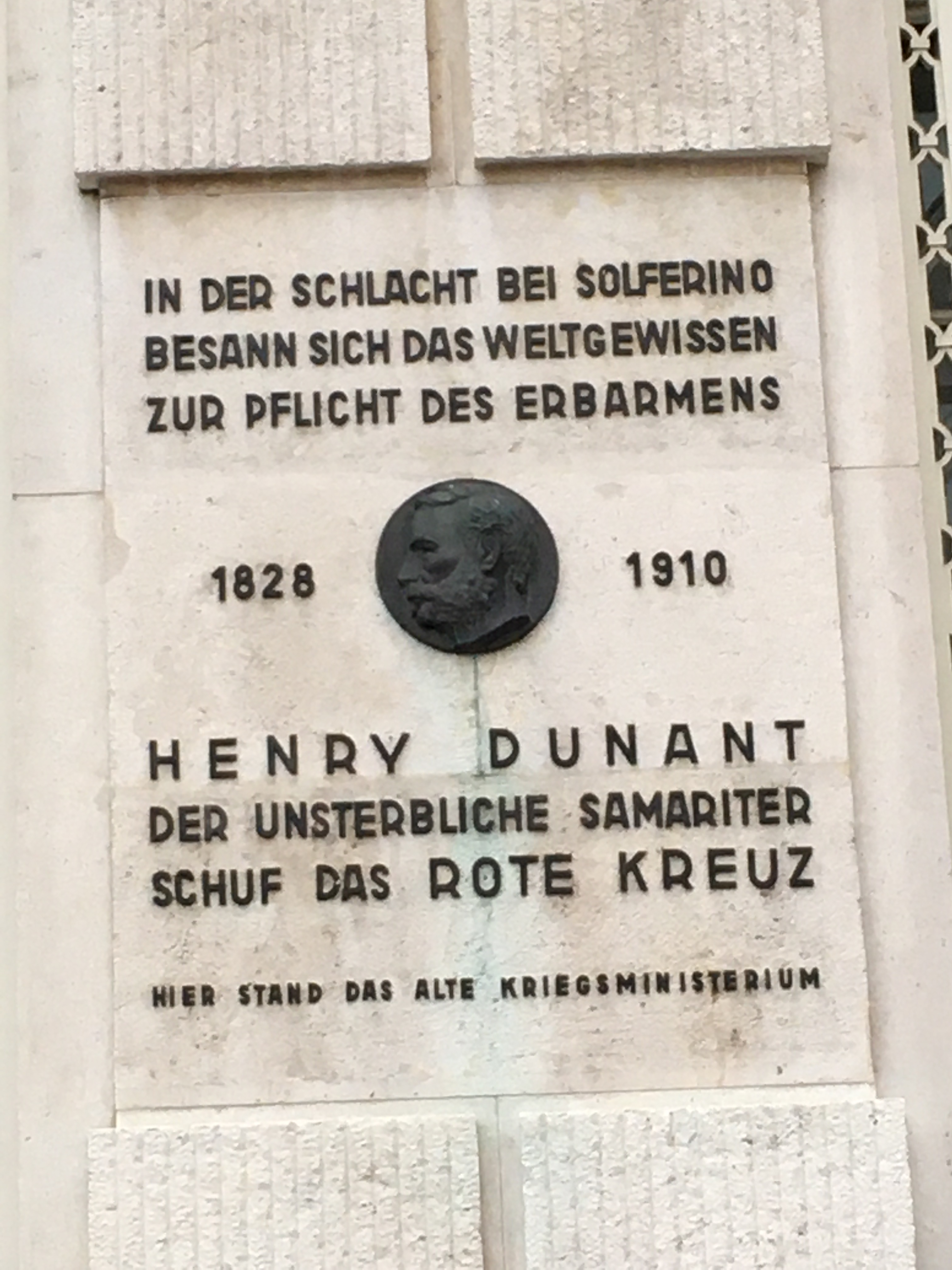
لوحة تذكارية لهنري دونان في فيينا، في الموقع الذي كانت فيه وزراة حرب امبراطورية النمسا-المجر، أحد طرفي معركة سولفورينو

في أكتوبر 1863، شاركت 14 دولة في اجتماع في جنيف نظمته اللجنة لمناقشة تحسين الرعاية للجنود الجرحى. كان دونان قائد البروتوكول خلال الاجتماع. وبعد عام في 22 أغسطس 1864، أدى مؤتمر دبلوماسي نظمه البرلمان السويسري، إلى توقيع 12 دولة على اتفاقية جنيف الأولى. كان دونان مسؤولًا عن تنظيم أماكن إقامة للحضور.

## روابط خارجية
- جان هنري دونانت على موقع IMDb (الإنجليزية)
- جان هنري دونانت على موقع الموسوعة البريطانية (الإنجليزية)
- جان هنري دونانت على موقع إن إن دي بي (الإنجليزية)